# Keele Hall

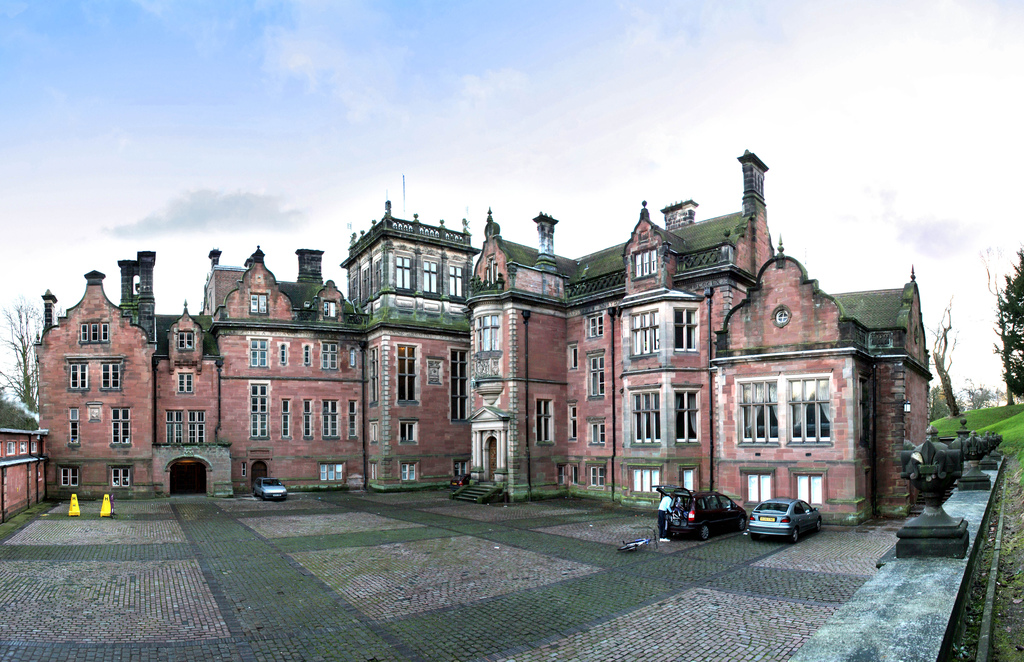
Keele Hall, Haupteingang

Keele Hall ist ein neugotischer Repräsentativ-Bau in Keele (Staffordshire, England), der zur Universität Keele gehört und unter anderem als Tagungs- und Veranstaltungszentrum genutzt wird.

## Geographische Lage
Keele Hall steht in den sogenannten Midlands, etwa auf halber Strecke zwischen Birmingham und Manchester, etwa einen Kilometer südöstlich des Dorfes Keele, auf dem Campus der Universität Keele.

## Geschichte
Keele Hall ist das älteste Gebäude auf dem Gelände der University of Keele, einer neueren britischen Campus-Universität. Das Universitätsgelände bei dem Dorf Keele hatte in älterer Zeit zu einem Rittergut gehört, das sich im Besitz des englischen Ritterordens Order of Saint John befunden hatte und das nach Auflösung dieses Ordens an die englische Krone gekommen war. Es wurde 1544 zusammen mit den zugehörigen Ländereien vom Court of Augmentation für 344 £ an Sir William Sneyd († 1571) verkauft. Die Familie Sneyd, die ursprünglich in Cheshire beheimatet war und deren Familienname sächsischen Ursprungs ist, war durch den Handel mit Kohle und Eisen sowie durch die Herstellung von Ziegelei-Erzeugnissen zu Wohlstand gekommen. Die Stammlinie des Familienzweigs der Sneyds in Staffordshire lässt sich bis ins Jahr 1310 zurückverfolgen. Um 1580 ließ Ralph Sneyd, der dreimal Sheriff der Grafschaft Staffordshire gewesen war, auf dem Gelände ein repräsentatives Herrenhaus aus Stein im Tudorstil errichten, das der Vorgängerbau von Keele Hall war. Am 29. Februar 1643 wurde der Bau auf Anordnung des Parlaments und/oder einer lokalen Behörde geplündert; das Rittergut war seinerzeit eine Parzelle der Kastellanei Tutbury.

Herrenhaus (Keele Hall) der Familie Sneyd im 17. Jahrhundert (nach Plot’s Natural History of Staffordshire, 1686)

Um 1851 wurde das alte Herrenhaus durch einen neugotischen Bau ersetzt, den der englische Architekt Anthony Salvin (1799–1881) gestaltet hatte. An Keele Hall schließt sich eine weitläufige Parkanlage mit imposanten Ziersträuchern an. Die Parkanlage war früher zusätzlich durch künstlerisches Baumschneiden gefällig gestaltet worden. Ein besonders ins Auge fallendes Merkmal der Parkanlage war eine etwa 180 Meter lange, zehn Meter hohe und acht Meter breite Stechpalmen-Hecke.
Im Jahr 1900 begann der russische Großfürst Michail Michailowitsch Romanow, Keele Hall zu mieten. Er war eine morganatische Ehe eingegangen, was für ihn zur Folge hatte, dass er nicht mehr nach Russland zurückkehren durfte und für den Rest seines Lebens in England, Frankreich und Deutschland im Exil leben musste. Während seines Aufenthalts in Keele, Staffordshire, eignete er sich den Lebensstil eines englischen Landedelmanns an; der Stadtrat von Newcastle-under-Lyme würdigte dies durch Verleihung des Titels Lord High Steward of the Borough an ihn.
Während des Zweiten Weltkriegs wurde Keele Hall von der britischen Army requiriert und beherbergte nunmehr militärische Einrichtungen. 1948 wurde das gesamte Gelände mit Hilfe von Spendengeldern einem anderen Ralph Sneyd abgekauft, um darauf das University College of North Staffordshire zu gründen, das 1962 Universitätsstatus erhielt und den neuen Namen The University of Keele. Keele Hall dient heute unter anderem auch als Konferenzzentrum; es werden dort wissenschaftliche Tagungen abgehalten.

## Verweise